# Greatest Hits (album, Guns N' Roses)
Greatest Hits je album obsahující největší hity skupiny Guns N' Roses. Album vyšlo 23. března 2004 a dostalo se na první místo britského a třetí místo amerického žebříčku, ačkoliv mnoho fanoušků vyjadřovalo rozpaky nad výběrem písní. Axl Rose a bývalí členové skupiny dokonce začali podnikat právní kroky, aby vydání alba zabránili, ale bez úspěchu. Album je stále na žebříčku Billboard 200, po více než 130 týdnech od vydání.
Universal Records odpověděl na Axlovu kritiku vydání alba tím, že měl dost času nahrát nové album, ale protože to neudělal, rozhodla se společnost vydat své „best of“ album.
Kritici a fanoušci byli výběrem písní zklamáni, protože chybí mnoho klasických kousků z alb Appetite for Destruction a G N' R Lies, například „Mr. Brownstone“, „It's So Easy“, „Nightrain“, „Used to Love Her“, nebo akustická verze „You're Crazy“, stejně jako „Estranged“ z Use Your Illusion II. Rozčarování mezi některými fanoušky přinesl fakt, že ze čtrnácti písní je pět cover verzí, zatímco jiní poukazují na talent kapely předělat starší písně.

## Seznam písní
1. „Welcome to the Jungle“ (4:53)
2. „Sweet Child O' Mine“ (5:57)
3. „Patience“ (5:58)
4. „Paradise City“ (6:49)
5. „Knockin' On Heaven's Door“ (5:38)
6. „Civil War“ (7:44)
7. „You Could Be Mine“ (5:45)
8. „Don't Cry (Original Version)“ (4:47)
9. „November Rain“ (8:59)
10. „Live And Let Die“ (3:04)
11. „Yesterdays“ (3:18)
12. „Ain't It Fun“ (5:09)
13. „Since I Don't Have You“ (4:21)
14. „Sympathy For The Devil“ (7:36)

## Upravené písně
Píseň „Ain't it Fun“ (coververze, která se objevila na The Spaghetti Incident?) obsahuje slova: „Ain't it fun when you tell her she's just a cunt“, které ovšem byly změněny na
„Ain't it fun when you tell her she's just a“, poté je zahrána jedna nota na kytaru a přechází se v krátký riff. Tato verze nebyla předtím nikdy oficiálně vydána, ale když vydána jako singl, hrálo ji mnoho rádií.
Nicméně mluvená slova „Yep, we're fucked“, které se objevují v písni „Since I Don't Have You“ nebyla nijak upravena.

## Zajímavosti
Ačkoliv nejde o původní píseň Guns N' Roses, obsahuje text písně „Ain't It Fun“ slova „Ain't it fun when you've broken up every band that you've ever begun“ (tj. „není to sranda, když rozbiješ každou kapelu, kterou jsi založil“). Je ironií, že Axl Rose (zakládající člen Guns N' Roses) je často obviňován z toho, že způsobil rozpad původní sestavy.